# Lestomyia atripes
Lestomyia atripes är en tvåvingeart som beskrevs av Wilcox 1937. Lestomyia atripes ingår i släktet Lestomyia och familjen rovflugor. Inga underarter finns listade i Catalogue of Life.